# Copidognathus spinifer
Copidognathus spinifer is een mijtensoort uit de familie van de Halacaridae. De wetenschappelijke naam van de soort is voor het eerst geldig gepubliceerd in 1984 door MacQuitty.